# Helgelandsmoen
Helgelandsmoen is een plaats in de Noorse gemeente Hole, provincie Buskerud. Helgelandsmoen telt 383 inwoners (2007) en heeft een oppervlakte van 0,81 km².